# Kristen Michal
Kristen Michal (Tallinn, 12 juli 1975) is een Estische politicus die sinds 23 juli 2024 premier van Estland is. Michal is lid van de Hervormingspartij. Hij volgde Kaja Kallas op, nadat zij werd benoemd tot Hoge Vertegenwoordiger van de Europese Unie voor Buitenlandse Zaken en Veiligheidsbeleid.
Voor zijn premierschap was hij minister van Justitie (2011-2012), minister van Economische Zaken en Infrastructuur (2015-2016) en minister van Klimaat (2023-2024).  

## Opleiding
Michal studeerde rechten aan Akadeemia Nord en studeerde in 2009 af. Sinds 2009 volgt hij een masteropleiding rechten aan de rechtenfaculteit van de Universiteit van Tallinn.

## Politieke loopbaan
Michal werkte van 1996 tot 2002 als adviseur in diverse posities voor de Hervormingspartij. In 2002 werd hij adviseur van de toenmalige premier Siim Kallas, de vader van oud-premier en voorganger van Michal als premier Kaja Kallas. In 2003 werd hij benoemd tot secretaris-generaal van de Hervormingspartij, dat zou hij tot 2011 blijven.
Michal was lid van het Estische parlement van 2005 tot 2011 en van 2012 tot 2015.
Op 6 april 2011 werd hij benoemd tot minister van Justitie, hij zou deze functie bekleden tot 10 december 2012.  Daarna was hij van 9 april 2015 tot 23 november minister van Economische Zaken en Infrastructuur.
In mei 2012 stond Michal centraal in een schandaal rond donaties aan de politieke partij. De beschuldigingen werden door Michal, maar ook door premier Andrus Ansip ontkend. Het Openbaar Ministerie startte een onderzoek en merkte onder meer Michal aan als verdachte. Hij werd verdacht van witwassen en illegale partijfinanciering.  Een motie van wantrouwen tegen Michal was niet succesvol. Het Openbaar Ministerie heeft de zaak in oktober 2012 gesloten, zonder bewijs te vinden.
Op 29 juni 2024 werd Michal door de Hervormingspartij voorgedragen om Kaja Kallas op te volgen als premier, nadat zij was benoemd tot hoge vertegenwoordiger van de Unie voor Buitenlandse Zaken en Veiligheidsbeleid van de Europese Unie.  Het nieuwe kabinet trad aan op 23 juli 2024, nadat de 14 ministers waren beëdigd in de Riigikogu. 

## Persoonlijk leven
Michal is sinds het begin van de 21ste eeuw samen met zijn partner Evelin Oras. Zij is politiek adviseur. Samen hebben ze drie kinderen. 